# 泰塞罗
泰塞罗（義大利語：Tesero），是意大利特伦托自治省的一个市镇。总面积50平方公里，人口2835人，人口密度56.7人/平方公里（2009年）。ISTAT代码为022196。